# Baojun 310
Baojun 310 — субкомпактный хетчбэк, выпускавшийся с 2016 по 2021 год подразделением Baojun совместного предприятия SAIC-GM-Wuling. Является одним из самых дешёвых автомобилей в Китае (от 37800 до 51800 юаней).

## Описание

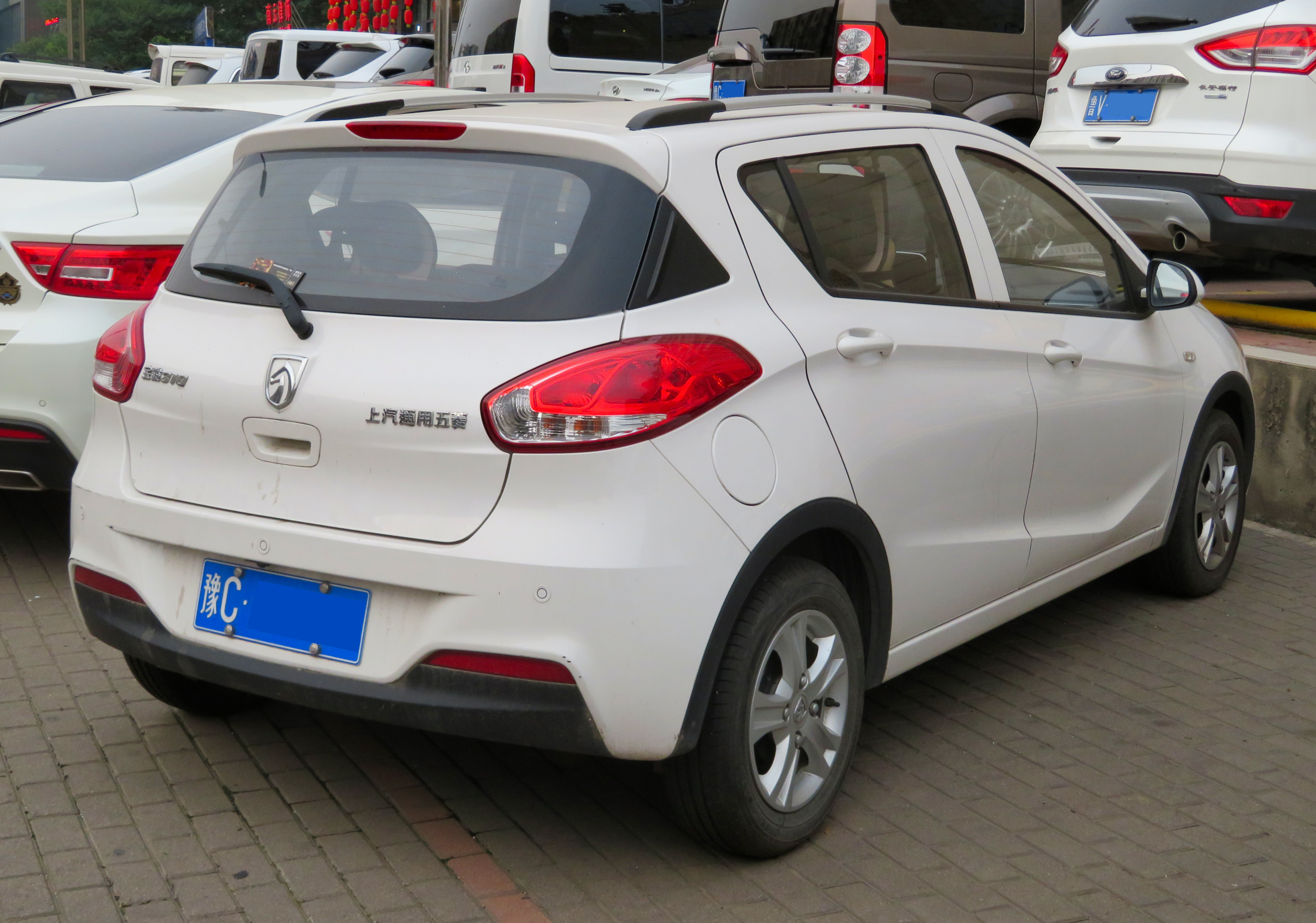
Вид сзади

Baojun 310 дебютировал в 2016 году на Пекинском автосалоне. Производство началось в сентябре 2016 года. Автомобиль основан на той же платформе, что и Chevrolet Sail. Ценовой диапазон варьируется от 36800 до 60800 юаней.
Автомобиль имеет 8-дюймовый ЖК-дисплей с высоким разрешением, система навигации GPS и Bluetooth, круиз-контроль, четыре подушки безопасности, крепления Isofix для детского автокресла, люк с электроприводом на крыше и 18 дополнительных мест для хранения вещей. Также имеются боковые зеркала с подогревом, парктроник и антиблокировочная система.
Baojun 310 оснащён 1,2-литровым атмосферным двигателем мощностью 60,3 кВт (81 л. с.) и крутящим моментом 116 Н·м при 3600 об/мин. Расход топлива составляет 5,3 л/100 км. Чуть позже в моторную гамму был добавлен 1,5-литровый двигатель мощностью 83 кВт (111 л. с.).

### Baojun 330
В начале 2016 года также была представлена версия седана, получившая название Baojun 330, которая отличается немного другим дизайном передней части.

### Baojun 310W
Версия универсала, получившая название Baojun 310W, была представлена в 2017 году на Шанхайском автосалоне.

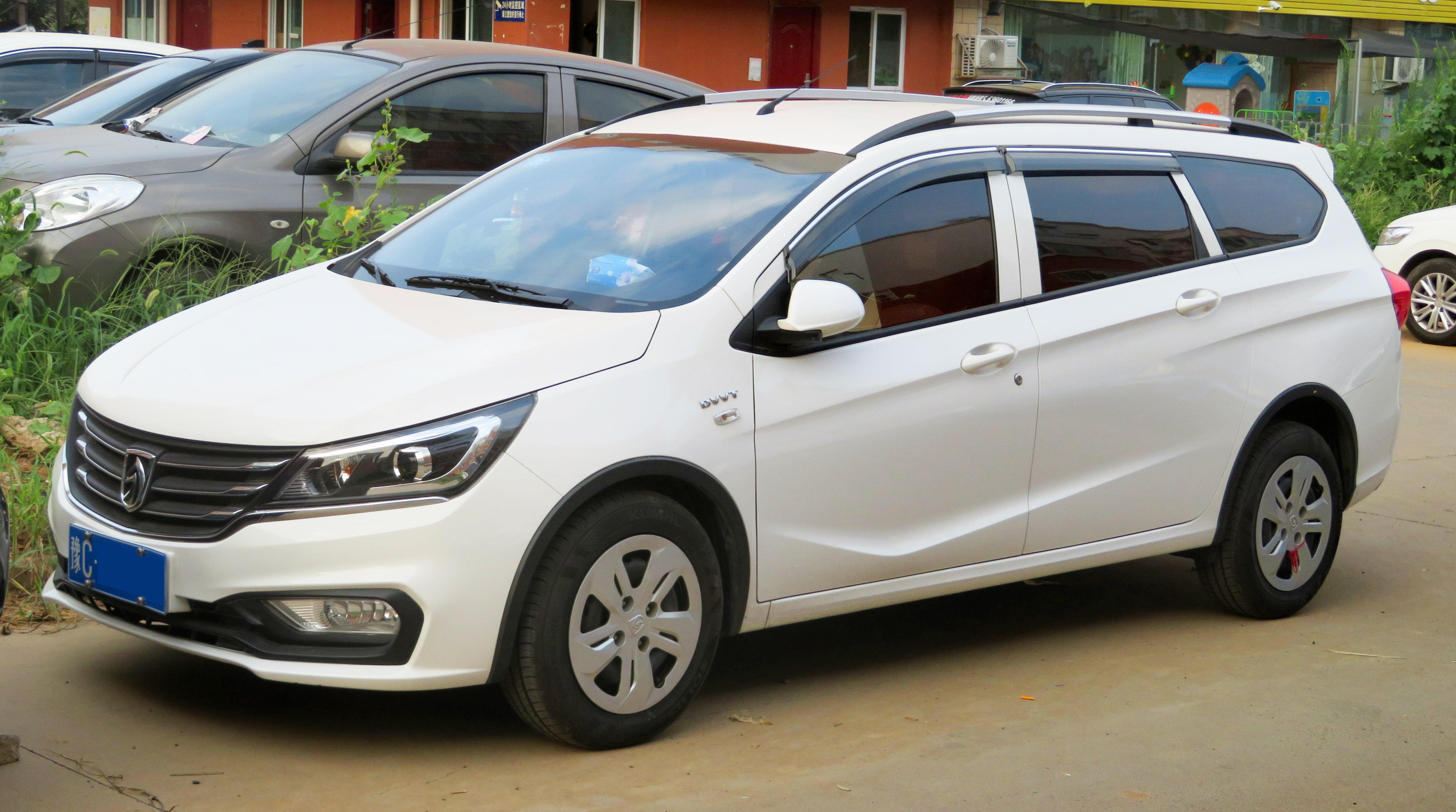
Вид сзади
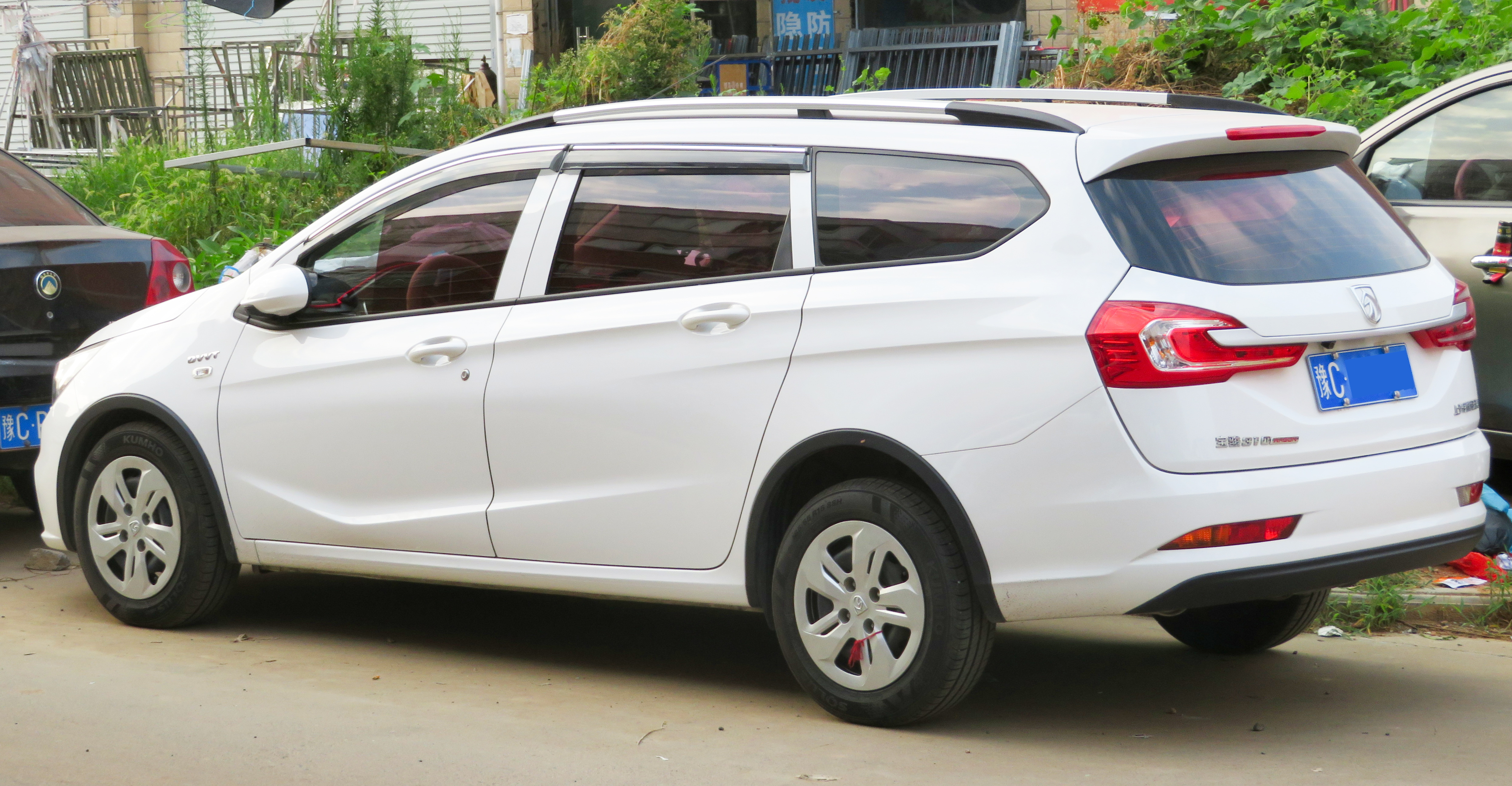
Вид сзади

### Фейслифтинг
Baojun 310 и Baojun 310W прошли рестайлинг в 2019 году. Изменения коснулись светотехники и бамперов. Пятиступенчатая механическая трансмиссия уступила место пятиступенчатой полуавтоматической.

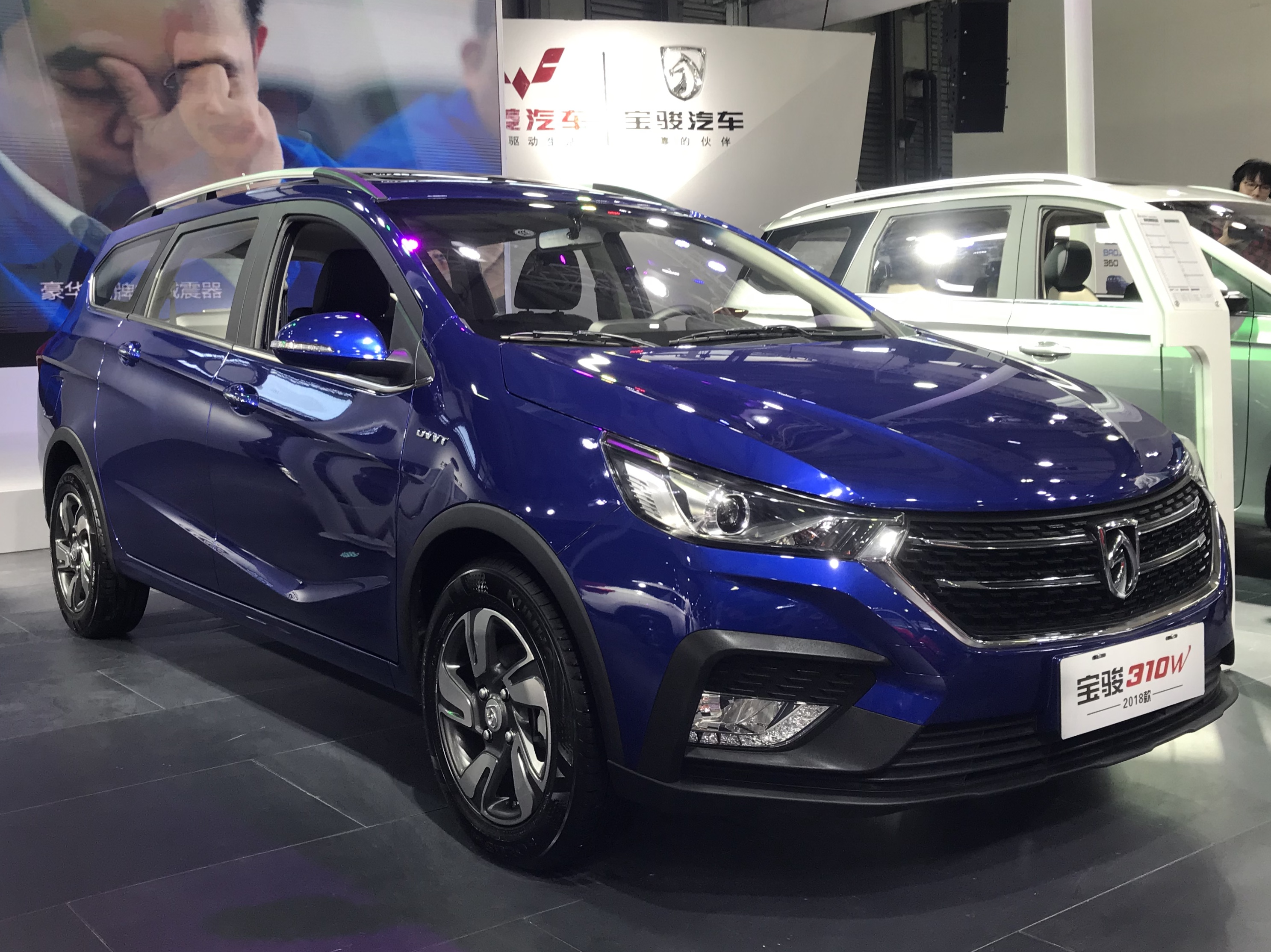
Вид спереди
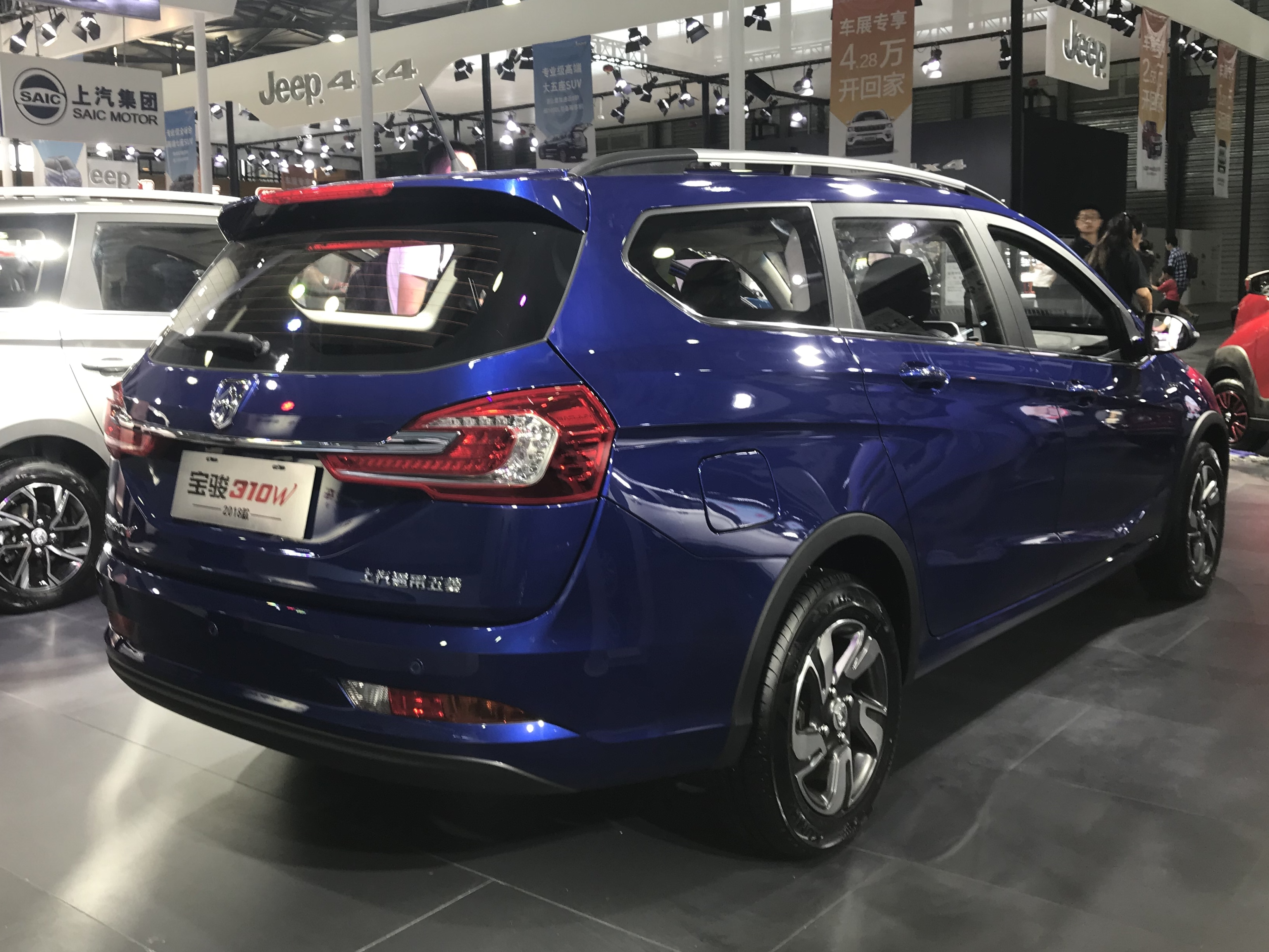
Вид сзади